# Quebrada de Oro
Quebrada de Oro ist ein Corregimiento des Bezirks Soná in der Provinz Veraguas in Panama. Bei der Volkszählung im Jahr 2023 hatte es 1035 Einwohner. Das Corregimiento erstreckt sich über eine Fläche von 61,2 km².

## Bevölkerung
Die folgende Tabelle zeigt die Bevölkerung des Corregimientos Quebrada de Oro, wie es in den Volkszählungen 2000, 2010 und 2023 erfasst wurde.
| Jahr         | 2000 | 2010 | 2023 |
| ------------ | ---- | ---- | ---- |
| Einwohner    | 938  | 955  | 1035 |
| davon Männer | 525  | 540  | 587  |
| davon Frauen | 413  | 415  | 448  |

## Orte
Im Corregimiento Quebrada de Oro befinden sich folgende Orte:
- Alto de Tobalico
- Alto Espino
- Alto Fresco
- Cabecera de Guabo
- Cabecera de Tobalico
- Charco Azul
- Congo
- El Chupimpe
- El Espino
- El Picacho
- El Tambor
- La Sabaneta
- Las Balsas
- Los Guabos
- Los Monos
- Madroñal
- Palmira
- Pierna de Venado
- Quebrada de Oro
- Querque Abajo
- Querque No.1
- Querque No.2
- Reventadero de Piedra
- San Francisco
- Tobalico